# Kompania graniczna KOP „Filipów”
Kompania graniczna KOP „Filipów” – pododdział graniczny Korpusu Ochrony Pogranicza pełniący służbę ochronną na granicy polsko-niemieckiej.

## Formowanie i zmiany organizacyjne
Kompania graniczna KOP Filipów sformowana została w strukturze odwodowego batalionu KOP Suwałki.

## Służba graniczna
Podstawową jednostką taktyczną Korpusu Ochrony Pogranicza przeznaczoną do pełnienia służby ochronnej był batalion graniczny. Odcinek batalionu dzielił się na pododcinki kompania ochraniała pododcinek graniczny, a ten z kolei dzielił się na pododcinki strażnic, które były „zasadniczymi jednostkami pełniącymi służbę ochronną”, w sile półplutonu. Służba ochronna pełniona była systemem zmiennym, polegającym na stałym patrolowaniu strefy nadgranicznej i tyłowej, wystawianiu posterunków alarmowych, obserwacyjnych i kontrolnych stałych, patrolowaniu i organizowaniu zasadzek w miejscach rozpoznanych jako niebezpieczne, kontrolowaniu dokumentów i zatrzymywaniu osób podejrzanych, a także utrzymywaniu ścisłej łączności między oddziałami i władzami administracyjnymi. Miejscowość, w którym stacjonowała kompania graniczna, posiadała status garnizonu Korpusu Ochrony Pogranicza.
Jako rozgraniczenie odcinka granicznego ze Strażą Graniczną przyjęto linię: słup graniczny nr 202 – Jankielówka – Podworonowo – Sucha Wieś.
Sąsiednie kompanie graniczne
- Straż Graniczna ⇔ 1 kompania graniczna KOP „Wiżajny” – 1928[4], 1929[5], 1932[6] i 1934[7]
- Straż Graniczna ⇔ 1 kompania graniczna KOP „Rutka-Tartak” – 1938[8]

## Struktura organizacyjna
Strażnice kompanii w latach 1928 – 1929
- strażnica KOP „Wiłówka”[a]
- strażnica KOP „Lipówka”[b]
- strażnica KOP „Wierciochy”[c]
- strażnica KOP „Bakałarzewo”[d]
- strażnica KOP „Filipów”[e]
- strażnica KOP „Czarne”[f]
- strażnica KOP „Przerośl”[g]
- strażnica KOP „Prawy Las”[h]
- strażnica KOP „Rakówek”[i]

Strażnice kompanii w 1932 i w 1934
- strażnica KOP „Lipówka” (9,500)
- strażnica KOP „Wierciochy” (11 km)
- strażnica KOP „Bakałarzewo” (9,800 km)
- posterunek stały „Karolin”[k]
- strażnica KOP „Filipów” (7,500 km)
- strażnica KOP „Czarne” (9 km)
- strażnica KOP „Przerośl” (10 km)
- strażnica KOP „Prawy Las” (6,500 km)
- strażnica KOP „Polulkiemie” (9,400 km)

Strażnice kompanii w 1938
- strażnica KOP „Lipówka”
- strażnica KOP „Wierciochy”
- strażnica KOP „Bakałarzewo”
- strażnica KOP „Filipów”
- strażnica KOP „Czarne”
- strażnica KOP „Przerośl”
- strażnica KOP „Prawy Las”
- strażnica KOP „Polulkiemie”

## Żołnierze kompanii
Dowódcy kompanii:
| stopień | Imię i nazwisko           | okres pełnienia służby | kolejne stanowisko     |
| ------- | ------------------------- | ---------------------- | ---------------------- |
| mjr     | Stanisław Godycki-Ćwirko  | 1927 – VI 1928         | kwatermistrz batalionu |
| kpt     | Bronisław Feliks Łoziński | VI 1928 − 21 I 1931    | kwatermistrz batalionu |
| kpt.    | Jan Jerzowski             | 10 IV 1931 − IV 1932   |                        |
| kpt.    | Antoni Marciniec          | III 1933 − IX 1937     |                        |
| kpt.    | Jan Batorski              | IX 1937 − II 1939      |                        |